# Hàn Quốc tại Đại hội Thể thao châu Á 1962
Hàn Quốc (IOC tên là: Hàn Quốc) tham gia tại Đại hội Thể thao châu Á 1962 tổ chức ở Jakarta, Indonesia từ 24 tháng 8 năm 1962 đến 4 tháng 9 năm 1962.

## Tổng kết huy chương

### Bảng huy chương
| Môn thể thao  | Vàng | Bạc | Đồng | Tổng cộng |
| ------------- | ---- | --- | ---- | --------- |
| Bóng rổ       | 0    | 0   | 1    | 1         |
| Boxing        | 3    | 1   | 1    | 5         |
| Đua xe đạp    | 0    | 1   | 1    | 2         |
| Nhảy cầu      | 0    | 0   | 1    | 1         |
| Bóng đá       | 0    | 1   | 0    | 1         |
| Bắn súng      | 1    | 0   | 2    | 3         |
| Bơi lội       | 0    | 0   | 1    | 1         |
| Bóng bàn      | 0    | 2   | 1    | 3         |
| Bóng chuyền   | 0    | 3   | 0    | 3         |
| Đấu vật       | 0    | 1   | 2    | 3         |
| Huy chương dư | 0    | -5  | 0    | -5        |
| Tổng cộng     | 4    | 4   | 10   | 18        |